# Pseudagapostemon santiaguensis
Pseudagapostemon santiaguensis là một loài Hymenoptera trong họ Halictidae. Loài này được Cure mô tả khoa học năm 1989.